# Кубок Гани з футболу
Кубок Гани з футболу (англ. Ghanaian FA Cup) — футбольне змагання, яке щорічно проводить Футбольна асоціація Гани серед футбольних клубів Гани. Змагання проходять між клубами Прем'єр-ліги, Першого Дивізіону, Другого Дивізіону, Третього Дивізіону та аматорських колективів. Перший розіграш національного кубку провели в сезоні 1957/58 років, а в 2002-2010 роках турнір не проводився. «Гартс оф Оук» — найуспішніший клубом, який виграв змагання 11 разів, за ним слідує Асанте Котоко, який вигравав кубок 9 разів. У фіналі 2016 року «Бечем Юнайтед» з рахунком 2:1 обіграв «Окваву Юнайтед».
Чинним володарем кубку Гани є «Гартс оф Оук», який після нульової нічиєї в основний час фінального матчу проти «Ашанті Голд» зрахунком 8:7 здобув перемогу в серії післяматчевих пенальті.

## Формат
У кубку грають команди з 5 найвищих ліг країни за системою прямого вибування.
Команда-переможець кваліфікується до Кубку конфедерації КАФ.

## Переможці та фіналісти
| Рік     | Переможець                         | Рахунок                            | Фіналіст                           |
| ------- | ---------------------------------- | ---------------------------------- | ---------------------------------- |
| 1958    | «Асанте Котоко»                    | 4–2                                | «Гартс оф Оук» (Аккра)             |
| 1959    | «Асанте Котоко»                    | ?                                  | «Грейт Ашантіс» (Кумасі)           |
| 1960    | «Асанте Котоко»                    | ?                                  | «Гартс оф Оук» (Аккра)             |
| 1961–62 | «Реал Репабліканс»                 | ?                                  | «Гартс оф Оук» (Аккра)             |
| 1962–63 | «Реал Репабліканс»                 | ?                                  | «Корнерстоунз» (Кумасі)            |
| 1963–64 | «Реал Репабліканс»                 | ?                                  | «Грейт Ашантіс» (Кумасі)           |
| 1965    | «Реал Репабліканс»                 | не зіграний                        | «Корнерстоунз»                     |
| 1968    | Містеріус Дварфс                   | ?                                  | «Майті Іглз» (Хо)                  |
| 1973    | «Гартс оф Оук»                     | ?                                  | «Акотекс» (Акосомбо)               |
| 1974    | «Гартс оф Оук»                     | ?                                  | «Олл Блекс» (Сведру)               |
| 1975    | «Грейт Олімпікс»                   | ?                                  | «Бронк-Агофу Юнайтед» (Суньяні)    |
| 1976    | «Думас Бойс оф ГТП»                | 2–1                                | «Гартс оф Оук» (Аккра)             |
| 1978    | «Асанте Котоко»                    | ?                                  | «Голд Старз» (Тарква)              |
| 1979    | «Гартс оф Оук»                     | ?                                  | «Ілевен Вайз» (Секонді)            |
| 1981    | «Гартс оф Оук»                     | ?                                  | «Реал Тамале Юнайтед»              |
| 1982    | «Ілевен Вайз»                      | ?                                  | «Секонді Гасаакас»                 |
| 1983    | «Грейт Олімпікс»                   | ?                                  | «Тано Бафоаква»                    |
| 1984    | «Асанте Котоко»                    | 1–0                                | «Ашанті Голд»                      |
| 1985    | «Секонді Гассакас»                 | 2–1                                | «Асанте Котоко»                    |
| 1986    | «Окваву Юнайтед»                   | ?                                  | «Реал Тамале Юнайтед»              |
| 1989    | «Гартс оф Оук»                     | ?                                  | «Корнерстоунз»                     |
| 1990    | «Асанте Котоко»                    | 4–2                                | «Гартс оф Оук»                     |
| 1992    | «Ворадеп»                          | 2–2 (3–2 пен)                      | «Неоплан Старз»                    |
| 1993    | «Обуасі Голдфілдс»                 | 4–3                                | «Містеріус Дварфс»                 |
| 1994    | «Окваву Юнайтед»                   | 2–1                                | «Містеріус Дварфс»                 |
| 1995    | «Грейт Олімпікс»                   | ?                                  | «Гартс оф Оук» (Аккра)             |
| 1996    | «Гартс оф Оук»                     | 1–0                                | «Гапоха»                           |
| 1997    | «Гапоха»                           | 1–0                                | «Окваву Юнайтед»                   |
| 1998    | «Асанте Котоко»                    | 1–0                                | «Реал Тамале Юнайтед»              |
| 1999    | «Гартс оф Оук»                     | 3–1                                | «Грейт Олімпікс»                   |
| 2000    | «Гартс оф Оук»                     | 2–0                                | «Окваву Юнайтед»                   |
| 2001    | «Асанте Котоко»                    | 1–0                                | «Реал Тамале Юнайтед»              |
| 2002–10 | не проводився                      | не проводився                      | не проводився                      |
| 2011    | «Нанія»                            | 1–0                                | «Асанте Котоко»                    |
| 2012    | «Нью-Едуб'яз Юнайтед»              | 1–0                                | «Ашанті Голд»                      |
| 2013    | «Медіма»                           | 1–0                                | «Асанте Котоко»                    |
| 2014    | «Асанте Котоко»                    | 2–1 (д.ч.)                         | «Інтер Еллайз»                     |
| 2015    | «Медіма»                           | 2–1                                | «Асанте Котоко»                    |
| 2016    | «Бечем Юнайтед»                    | 2–1                                | «Окваву Юнайтед»                   |
| 2017    | «Асанте Котоко»                    | 3–1                                | «Гартс оф Оук»                     |
| 2018    | Скасований через розпук ГФА        | Скасований через розпук ГФА        | Скасований через розпук ГФА        |
| 2019    | не проводився                      | не проводився                      | не проводився                      |
| 2020    | Скасований через пандемію COVID-19 | Скасований через пандемію COVID-19 | Скасований через пандемію COVID-19 |
| 2021    | «Гартс оф Оук»                     | 0-0 (8-7 пен)                      | «Ашанті Голд»                      |
| 2022    | проводиться                        | проводиться                        | проводиться                        |

### Найтитулованіші клуби
| Клуб                   | Місто / Регіон         | Перемоги | Фінали | Останній титул |
| ---------------------- | ---------------------- | -------- | ------ | -------------- |
| «Гартс оф Оук»         | Аккра, Аккра           | 11       | 9      | 2021           |
| «Асанте Котоко»        | Кумасі, Ашанті         | 9        | 4      | 2017           |
| «Реал Репабліканс»     | Аккра, Аккра           | 4        | 0      | 1965           |
| «Грейт Олімпікс»       | Аккра, Аккра           | 3        | 1      | 1995           |
| «Медіма»               | Тарква, Західний       | 2        | 0      | 2015           |
| «Окваву Юнайтед»       | Нквауквау, Східний     | 1        | 3      | 1986           |
| «Ашанті Голд»          | Обуасі, Ашанті         | 1        | 3      | 1993           |
| «Містеріус Дварфс»     | Кейп-Кост, Центральний | 1        | 2      | 1968           |
| «Корнерстоунз»         | Кумасі, Ашанті         | 1        | 2      | 1965           |
| «Гапоха»               | Тема, Велика Аккра     | 1        | 1      | 1997           |
| «Секонді Гасаакас»     | Секонді, Західний      | 1        | 1      | 1985           |
| «Ілевен Вайз»          | Секонді, Західний      | 1        | 1      | 1982           |
| «Бечем Юнайтед»        | Бечем, Бронг-Ахафо     | 1        | 0      | 2016           |
| «Нью-Едуб'янс Юнайтед» | Нью-Едуб'янс, Ашанті   | 1        | 0      | 2012           |
| «Нанія»                | Легон, Велика Аккра    | 1        | 0      | 2011           |
| «Ворадем»              | Хо, Вольта             | 1        | 0      | 1992           |
| «Думас Бойс оф ГТП»    | Тема, Велика Аккра     | 1        | 0      | 1976           |
| «Реал Тамале Юнайтед»  | Тамале, Північний      | 0        | 2      |                |
| «Грейт Ашантіс»        | Кумасі, Ашанті         | 0        | 2      |                |
| «Кінг Файсал Бейбс»    | Кумасі, Ашанті         | 0        | 1      |                |
| «Неоплан Старз»        | Кумасі, Ашанті         | 0        | 1      |                |
| «Бафоаква Тано»        | Суньяні, Бронг-Ахафо   | 0        | 1      |                |
| «Голд Старз»           | Тарква, Західний       | 0        | 1      |                |
| «Бронг-Ахафо Юнайтед»  | Суньяні, Бронг-Ахафо   | 0        | 1      |                |
| «Олл Блекс»            | Сведру, Центральний    | 0        | 1      |                |
| «Актотекс»             | Акосомбо, Східний      | 0        | 1      |                |
| «Майті Іглз»           | Хо, Вольта             | 0        | 1      |                |
| Інтер Олліс            | Аккра, Велика Аккра    | 0        | 1      |                |